# それいけAM!AM!こちら下荒子8番地
それいけAM!AM!こちら下荒子8番地（それゆけあむあむこちらしもあらこはちばんち）は、ラジオ福島で放送されていた深夜のラジオ番組。演奏所（スタジオ）の所在地をそのままタイトルに入れた番組である。
オープニング曲は、ヴォルフガング・アマデウス・モーツァルトの『アイネ・クライネ・ナハトムジーク』である。

## 概要
1986年（昭和61年）6月にミュージックストリート夜はこれからを引き継ぐ形で放送開始。1971年（昭和46年）から長年続いてきたラジオ福島自社製作平日深夜番組の最後の番組である。各曜日、各アナウンサー独自の企画で進行されていた。
1991年（平成3年）4月、それまで午前5時台で放送されていた大学受験ラジオ講座が24:00～25:00の枠に移動してきたのに伴い、終了した。

## 放送時間
- 月曜日 - 金曜日 24:15 - 25:00 （1989年12月まで）
- 月曜日 - 金曜日 24:00 - 25:00 （1990年1月から[1]）

## 番組開始時のパーソナリティ
- 月曜日 八塚浩、小野寺裕子 （1988年3月まで）
- 火曜日 大和田新、大橋雄守 （1990年4月からは水曜日。1991年3月の番組終了時まで出演）
- 水曜日 菅原美智子、菅野光雄 （1989年3月まで）
- 木曜日 荒川守、エディー・オースチン （1989年3月まで）
- 金曜日 林京子、熊坂セイ子

### その後のパーソナリティ
- 倉敷保雄 （金曜日、1989年9月まで）
- 吉田暁央、東海林忠樹 （月曜日、1988年4月～1989年9月 → 木曜日、1989年10月～1991年3月）
- 酒見由梨 （水曜日、1989年4月～1989年9月 → 金曜日、1989年10月～1990年2月2日[注釈 1]）
- 小林千鶴 （木曜日、1989年4月～9月）
- 森五十鈴 （火曜日、1989年10月～1991年3月）
- 鈴木敏弘 （月曜日、1989年10月～1991年3月）
- 槻ノ木沢知代 （金曜日、1990年2月9日～1990年3月23日[注釈 2]）
- 鈴木竜弘 （金曜日、1990年3月30日～1991年3月）

## コーナー
倉敷保雄
- 『小錦は見ていた』
  - 出演者の一人のブーミン三浦（本業はレコード店店長）が小錦のマスクをかぶって様々な所に出没し、周辺の反応を見る[4]。
- 『小学校2年生の理科』
  - 出演者の一人のナベちゃん（本業はレコード店主任）が体を張って「人はどれだけ高い所から飛び下りることが出来るか」などを実験する。1988年ソウルオリンピックの時にドーピングが大きな話題になった時には「どんな薬を使えば速く走れるか」を行った（サロンパスを塗って走ったら一番速かったという結果が出たという）[4]。
- 『すべての道はバルセロナに通じているか』
  - 出演者の一人のリッキー関口（本業はイベンター）が「懸垂しながら歌を歌う」など、リスナーから贈られて来た体力勝負の課題に挑戦[4]。
- 『子分のコーナー』[4]。
- 『ロックンロール川柳』[4]。

吉田暁央
- 『こんなのいたらおもしろい・こんなのいたらこわい』[5]

酒見由梨
- 『ポエムコーナー』
  - 後にこのコーナーに届いたポエム約100編を酒見自身が手書きで編集、漫画家志望のリスナーにイラストを描いてもらって30ページの冊子に仕上げている。希望者には無料で郵送された[5]。

鈴木敏弘
- 『MIDNIGHT TALK! 男と女のあやしげ会話』
  - 毎週3～4個ほどの女性の台詞部分をお題とし、男性の台詞部分をリスナーが作る部分として出題してその台詞内容を募集。男性の台詞を鈴木敏弘が、女性の台詞を当時のラジオ福島アナウンサーの佐竹由美子と土屋志保が担当。色っぽい女性の台詞も多いコーナーだった[2]。
- 『有線ベストテン』[6]。
- 『チェックポイントラジオDEデート』
  - 1990年5月スタート。リスナー同士が電話で、お互い顔が見えない状態で話をしてもらい、カップルを誕生させようというコーナー。ラジオ版『パンチDEデート』と言われていた[7]。

鈴木竜弘
- 『どっこい竜之助』
  - 鈴木竜弘自身がデンスケを担いで外へ出て、リスナーの“お助けマン”となって活躍[6]。
- 『プロ野球暴れん坊将軍』[6]
- 『珍版奇盤』[6]
- 『ラジオ名人街』[6]
- 『金曜スパーク』[6]
- 『慎んでお詫び申し上げます』[6]
- 『赤点供養』[6]